# Decai
DECAI es un grupo musical español formado por Pablo Iglesias y Franci Domínguez, dos amigos de toda la vida que crecieron juntos en la Barriada de la Paz, en Cádiz. Debutaron como intérpretes muy jóvenes, a la edad de 20 años, y se convierten en los pioneros en fusionar la rumba flamenca con el reguetón en su primer sencillo "Te Haría Una Casita", tema compuesto por Pablo Iglesias, incluido en su disco de debut Y Eso Es Lo Que Hay, editado por la discográfica Vale Music, con el que alcanzarían el puesto número 14 del Top 100 de Promusicae y más de veinticinco semanas en lista, además de conseguir un disco de oro por sus ventas. 
Con el lanzamiento de este primer trabajo, se sucedieron dos años de gira ininterrumpida por toda la geografía española, llegando a realizar más de 200 conciertos durante ese tiempo. Entre concierto y concierto, compusieron los nuevos temas que compondrían su segundo álbum titulado Aires Nuevos, publicado en 2007, con el que consolidaron su nombre en el panorama musical nacional, en el que se incluían temas como “Sólo Tengo Ojitos Pa’ Ti”, el primer sencillo de este segundo trabajo, y “Morena”, otro de los temas incluido en el disco.
Un año más tarde, en 2008, DECAI lanzan su tercer disco Baila Morena, en el que se enfrentan al reto de versionar los grandes éxitos de reguetón de figuras internacionales del género como Tito El Bambino, Aventura, Rakim y Ken-Y, Nicky Jam, Don Omar, Wisin & Yandel, entre otros. Con su primer sencillo “Ella y Yo” -el popular tema original de Don Omar y Aventura- alcanzan el cuádruple disco de platino en descargas digitales, además de ser el grupo español con más descargas digitales del año 2008 en España, por el que recibieron el reconocimiento de la Asociación Española de Productores de Música de España (Promusicae) con el Premio Amigo en la categoría digital.  
El cuarto álbum titulado El Tren Pasa Una Vez salió a la venta en 2010 incluyendo algunas de las canciones más importantes de su discografía, como “Tú Díselo”, “Me Encantaría”, y muy especialmente, la versión que hicieron de “El Alma En Pie”, uno de los primeros grandes temas que popularizó en su carrera David Bisbal. El disco se grabó y mezcló entre Sevilla y Barcelona.  Las ventas digitales de esta nueva producción alcanzaron el Disco de Oro.
En 2012 la carrera artística de DECAI recibió un impulso determinante para su futuro fichando por la compañía Roster Music. La carta de presentación en su nueva discográfica fue el lanzamiento de todo un hit, “Noche de Sexo”, una versión del éxito de Aventura y Wisin & Yandel, remezclada por el artista y productor Dasoul, con la que el trío gaditano superó el millón y medio de visionados en YouTube.
En 2014, el grupo regresa a la primera línea de la actualidad musical con un nuevo sencillo titulado “Cositas De Amor”, que supera la cifra de 2,2 millones de reproducciones, y con el que volvieron a los escenarios con un nuevo directo, realizando una nueva gira por toda España. 
En 2015 DECAI celebran 10 años de trayectoria artística con la Gira Décimo Aniversario, y el lanzamiento de nuevos temas, como “Dame”, con más de 1,7 millones de reproducciones en YouTube. Y en octubre de 2015 se publicó el sencillo “Crecer en tus brazos”. Su décimo aniversario se prolongó también durante todo el año 2016, en el que DECAI recorrió todo el país con una gira de conciertos que superó los 90 shows. En abril de 2016, lanzan “Ella es”, producida por Juanma Leal y respaldada por un videoclip que supera los 16 millones de reproducciones.  
Más adelante llegaba “Siento Miedo”, publicado en junio de 2017, compuesto por el grupo gaditano en colaboración con el compositor uruguayo Kalyl Santos y producido por Rodolfo Castillo y Efraín González en los prestigiosos estudios Castle Recording Studios (Miami, Florida, USA).  En 2018 llegó un nuevo sencillo titulado “Qué caprichoso es el amor”, una canción fusión de flamenco, rumba y reguetón, acompañada por fraseos de la siempre presente guitarra española, con producción nuevamente de Rodolfo Castillo en Miami. La canción supera con rapidez los 9,6 millones de reproducciones en YouTube. El grupo sigue siendo muy prolífico artísticamente durante toda su trayectoria, y en 2019 lanzan un nuevo sencillo titulado “Tres Deseos” con el que el grupo de Cádiz ha vuelto a conseguir conquistar a sus seguidores alcanzando en un tiempo récord 6,4 millones de reproducciones. A finales 2019, colaboran con Kiko Rivera en el sencillo “Amor Prohibido”, una canción que fusiona los ritmos latinos con el característico sonido del trío gaditano. A principios de 2020, lanzan otro sencillo titulado “Tú No Te Vas”, que vuelve a contar con la experimentada producción desde Miami de Rodolfo Castillo, consiguiendo superar en muy poco tiempo 1,5 millones de visualizaciones en YouTube.
En julio de 2020 DECAI celebra el 15.º aniversario de su debut discográfico con el inicio de su "Gira 15 Aniversario" que coincide con la publicación de "La Casita", la versión urbana del éxito más icónico de toda su trayectoria, “Yo Te Haría Una Casita”.  En 2005 este tema significó el punto de partida de su extensa discografía, y para una ocasión tan especial como esta, contaron con la colaboración de lujo del multiplatino Juan Magán, creador del género electrolatino con éxitos musicales importantes en la última década. El tema producido por Juanma Leal superó ampliamente 1 millón de reproducciones en YouTube, en menos de dos semanas. En sus primeros 15 años de carrera musical, DECAI ha ofrecido más de 1.000 conciertos y ha superado la cifra de 60 millones de reproducciones de todos sus temas. 
El 30 de octubre de 2020, DECAI recibe el Premio Radiolé, uno de los reconocimientos más importantes de la música en español, en una ceremonia de entrega que tuvo lugar en el Teatro de la Fundación Cajasol de Sevilla, que reunió a los artistas más destacados del año en el panorama musical nacional. La gala tuvo que realizarse sin presencia de público en directo debido a las restricciones sanitarias a causa del COVID-19. 
El 25 de junio de 2021, regresan con material discográfico inédito, su nuevo sencillo “En Una Calita”, con música y letra de Pablo Iglesias, Raúl Cabrera y Juanma Leal, que fue el responsable nuevamente de la producción en Music & Go Studios de Cádiz, con masterización a cargo de Mike Fuller en Fort Lauderdale, Florida, USA.
El 12 de febrero de 2022, DECAI ofrecieron un concierto muy especial en la ciudad de Dos Hermanas (Sevilla), tratándose de una actuación que marcaría un antes y un después en la trayectoria de la formación. Después de diecisiete años de trayectoria, uno de los integrantes del grupo, Emilio Núñez “Emy”, se despedía del proyecto por motivos personales.  Fue un adiós muy emotivo que se produjo de la mejor manera posible, cantando en el escenario arropado por los que fueron sus compañeros de viaje durante todo este tiempo. A partir de ese momento, el grupo se convierte en dúo formado por Franci Domínguez y Pablo Iglesias.
La nueva etapa artística de la formación en formato dúo arranca el 8 de abril de 2022, coincidiendo con el estreno en todas las plataformas digitales de “La Feria”, un sencillo que mantiene intacta toda la esencia musical del grupo, y que tras las restricciones de la pandemia del COVID-19 se convierte para muchas personas en todo un símbolo del regreso a las calles y las plazas de las fiestas más populares de nuestro país, a ritmo de rumba flamenca con bases de reguetón.
El 18 de noviembre de 2022, DECAI estrena nuevo sencillo titulado “Llama al 911” (nueve - once), junto al cantante y compositor, Rasel, uno de los artistas urbanos más destacados de la escena española en los últimos diez años. La composición del tema fue a cargo de los propios intérpretes de la canción, con la participación de Raúl Cabrera, Guillermo Fernández y Juanma Leal, que además también fue el responsable de la producción. Este nuevo tema está hecho para bailar, destaca por sus arreglos latinos inspirados especialmente en la bachata, un género musical de máxima vigencia actualmente en todo el mundo, y el mambo.
El 2 de junio de 2023 lanzan un nuevo sencillo, “DE TRANQUILEO” tema compuesto por DECAI (Franci y Pablo), Raúl Cabrera y Juanma Leal, un tema cargado de buena vibra y con un mensaje lleno de positividad.
En el 2023 también participan en el disco de sus paisanos y amigos Andy y Lucas, disco que lanzan al mercado por el 20 aniversario del dúo en el mundo de la música, en el tema “Para que bailes conmigo”.
El 8 de marzo de 2024 lanzan un nuevo sencillo, “A BOCAITOS”, tema que suena a DECAI más que nunca, fusionando su estilo de siempre con ritmos de vallenato, con el que logran desde su lanzamiento un gran éxito en TikTok y en todas las plataformas digitales.  
DECAI actualmente (2024) se encuentran inmersos en una extensa gira en la que recorrerán toda de España.
Este 2025 será muy especial para DECAI, están de aniversario, cumpliendo en el mundo de la música 20 años, lo van a celebrar con mucha música, donde habrá muchas sorpresas que irán desvelando poco a poco.
Este 21 de Febrero lanzaran el primer single del año, titulado "LA LLAVE", un tema romántico dedicado al amor, al más puro estilo DECAI, El 22 de marzo inician nueva gira y visitaran muchos rincones de España y parte de Europa.

## Discografía
```
      DISCOS
```

- Y eso es lo que hay (2005)
- Aires nuevos (2007)
- Baila morena (2008)
- El tren pasa una vez (2010)

```
      SINGLES
```

- Noche de sexo (2012)
- Cositas de amor (2014)
- Crecer en tus brazos (2015)
- Dame (2015)
- Ella es (2016)
- Siento miedo (2017)
- Que caprichoso es el amor (2018)
- Tres deseos (2019)
- Amor prohibido  con Kiko Rivera (2019)
- La casita Remix  con Juan Magan (2020)
- Tú no te vas (2020)
- En una calita (2021)
- La feria (2022)
- Tú y yo    con Kiko Rivera y Shakira Martínez (2022)
- Llama al 911   con Rasel Abad (2022)
- De tranquileo (2023)
- “A Bocaitos” (2024)
- “La Llave” (2025)